# 25. maj
25. maj je 145. dan leta (146. v prestopnih letih) v gregorijanskem koledarju. Ostaja še 220 dni.

## Dogodki
- 1085 – Alfonz VI. zasede Toledo
- 1521 – z Wormškim editkom Karel V. izobči Martina Luthra
- 1787 – v Philadelphiji se prične ustavna konvencija, katere cilj je napisati ustavo ZDA
- 1810 – prebivalci Buenos Airesa izženejo španskega podkralja in razglasijo provincialno argentinsko vlado
- 1883 – odprt Brooklynski most
- 1887 – med požarom v pariški operi Comique umre okoli 200 ljudi
- 1895 – ustanovljena prva republika na Tajvanu
- 1914 – spodnji dom britanskega parlamenta izglasuje zakon, ki Irski dodeli večjo avtonomijo
- 1918 – nemške podmornice vplujejo v ameriške teritorialne vode
- 1940 – začne se evakuacija pri Dunkerque-u
- 1944:
  - začetek nemške operacije Rosselsprung, na Slovenskem bolj znane kot »desant na Drvar«
  - vzpostavitev stika z anciškim mostiščem
- 1946 – transjordanski parlament razglasi emirja Abdulaha za kralja
- 1961 – ameriški predsednik v Kongresu razglasi cilj pristanka človeške posadke na Luni
- 1963 – v Adis Abebi ustanovljena Organizacija afriške enotnosti
- 1966 – izstreljen ameriški satelit Explorer 32
- 1989 – partijski sekretar Mihail Sergejevič Gorbačov izvoljen za predsednika Sovjetske zveze
- 1991 – Izrael vzpostavi zračni most z Etiopijo, kjer tedaj divja državljanska vojna, za evakuacijo 14.400 etiopskih Judov
- 1997 – v državnem udaru v Sierri Leone major Johnny Paul Koromah strmoglavi predsednika Ahmada Tejana Kabbaha
- 2000 – izraelska vojska se umakne z juga Libanona
- 2001 – Erik Weihenmayer kot prvi slepi človek pripleza na Mount Everest
- 2014 – V državah članicah Evropske unije potekajo volitve v Evropski parlament.

## Rojstva
- 1320 – Togon Timur, mongolski veliki kan, kitajski cesar († 1370)
- 1334 – cesar Suko, japonski proticesar († 1398)
- 1616 – Carlo Dolci, italijanski slikar († 1686)
- 1661 – Claude Buffier, francoski filozof, zgodovinar, pedagog († 1737)
- 1803:
  - Ralph Waldo Emerson, ameriški esejist, pisatelj, filozof († 1882)
  - Edward George Bulwer-Lytton, angleški dramatik, pisatelj, politik († 1873)
- 1818 – Jakob Burckhardt, švicarski kulturni in umetnostni zgodovinar († 1897)
- 1826 – Danilo II. Petrović Njegoš, črnogorski vladika († 1860)
- 1860 – James McKeen Cattell, ameriški psiholog († 1944)
- 1863 – Heinrich Rickert, nemški filozof († 1936)
- 1865 – Pieter Zeeman, nizozemski fizik, nobelovec 1902 († 1943)
- 1868 – Charles Hitchcock Adams, ameriški ljubiteljski astronom († 1951)
- 1880 – Jean Alexandre Barré, francoski nevrolog († 1967)
- 1889 – Igor Ivanovič Sikorski, rusko-ameriški letalski inženir in letalski konstruktor († 1972)
- 1922 – Enrico Berlinguer, italijanski politik († 1984)
- 1927 – Robert Ludlum, ameriški pisatelj († 2001)
- 1931:
  - Georgij Mihajlovič Grečko, ruski kozmonavt
  - Borut Lesjak, slovenski skladatelj, pianist († 1995)
- 1936 – Marjana Deržaj, slovenska pevka (†2005)
- 1944 – Frank Oz, ameriški filmski režiser, filmski igralec, lutkar
- 1960 – Amy Klobuchar, ameriška pravnica in senatorka slovenskega rodu
- 1962 – Milan Zver, slovenski družboslovec in politik
- 1986 – Geraint Thomas, britanski cestni kolesar
- 1987 – Kamil Stoch, poljski smučarski skakalec

## Smrti
- 641 – Konstantin III., bizantinski cesar (* 612)
- 986 – Abdurahman Ali Sufi, arabski astronom (* 903)
- 992 – Mieszko I., poljski kralj (* okoli 935)
- 1085 – papež Gregor VII. (* 1020)
- 1261 – papež Aleksander IV. (* 1199)
- 1310 – Oton III., koroški vojvoda, goriški in tirolski grof (III.) (* 1265)
- 1366 – Arnaud de Cervole, francoski najemnik in razbojnik (* 1300)
- 1395 – Marko Mrnjavčević, srbski kralj * okoli 1335)
- 1401 – Marija Sicilska, kraljica Sicilije, vojvodinja Aten in Neopatrije (* 1363)
- 1555 – Regnier Gemma Frisius, belgijski (flamski) matematik, kozmograf, kartograf, zdravnik, astronom (* 1508)
- 1681 – Pedro Calderón de la Barca, španski dramatik (* 1600)
- 1741 – Daniel Ernst Jablonski, nemški teolog (* 1660)
- 1746 – Mátyás Temlin madžarski pisatelj, slovenskega rodu (* ?)
- 1789 – Anders Dahl, švedski botanik (* 1751)
- 1805 – William Paley, angleški filozof in teolog (* 1743)
- 1862 – Johann Nepomuk Nestroy, avstrijski dramatik, pesnik (* 1801)
- 1878 – Andreas von Ettingshausen, nemški matematik, fizik (* 1796)
- 1934 – Gustavus Theodore von Holst, angleški skladatelj latvijskega in španskega rodu (* 1874)
- 1939 – sir Frank Watson Dyson, angleški astronom (* 1868)
- 1951 – Paula von Preradović, avstrijska pisateljica, pesnica hrvaškega rodu (* 1887)
- 1954 – Endre Ernő Friedmann - Robert Capa, ameriški fotograf madžarskega rodu (* 1913)
- 1988 – Ernst August Friedrich Ruska, nemški fizik, nobelovec 1986 (* 1906)
- 2005 – Zoran Mušič, slovenski slikar, grafik (* 1909)
- 2014 – Wojciech Jaruzelski, poljski general in komunistični politik (* 1923)

## Prazniki in obredi
- nekdanja SFRJ - dan mladosti
- Argentina – dan majske revolucije
- Čad, Liberija, Mali, Mavretanija, Zambija - dan afriške svobode/združitve
- Jordanija – dan neodvisnosti
- Libija, Sudan - dan majske revolucije
- Dan brisače